# (100504) 1997 AU8
(100504) 1997 AU8 es un asteroide perteneciente al cinturón de asteroides, descubierto el 2 de enero de 1997 por el equipo del Spacewatch desde el Observatorio Nacional de Kitt Peak, Arizona, Estados Unidos.

## Designación y nombre
Designado provisionalmente como 1997 AU8.

## Características orbitales
1997 AU8 está situado a una distancia media del Sol de 2,436 ua, pudiendo alejarse hasta 2,757 ua y acercarse hasta 2,115 ua. Su excentricidad es 0,131 y la inclinación orbital 1,436 grados. Emplea 1389,30 días en completar una órbita alrededor del Sol.

## Características físicas
La magnitud absoluta de 1997 AU8 es 17,1.